# Adolphe Quetelet
Lambert Adolphe Jacques Quetelet, född 22 februari 1796 i Gent, död 17 februari 1874 i Bryssel, var en belgisk statistiker, astronom, fysiker och matematiker.
Quetelet var först lärare i matematik vid olika läroanstalter i Gent och Bryssel, blev 1828 direktor för det under hans ledning upprättade observatoriet i Bryssel, 1841 president för Belgiens statistiska centralkommission och chef för dess administrativa statistik. Sedan 1834 var han ständig sekreterare i Belgiska vetenskapsakademin. Som matematiker och astronom blev Quetelet ett aktat namn genom ett flertal mindre skrifter och sammanfattande arbeten samt genom att utge flera facktidskrifter. 
Han skrev matematiska avhandlingar om kägelsnitten och deras fokalkurvor och kaustikor. Även inom meteorologi, särskilt fenologi, publicerade Quetelet värdefulla uppsatser, och det var på hans initiativ, som en hel rad av internationella undersökningar kom till stånd rörande exempelvis jordmagnetism, norrsken, flyttfåglarnas ankomsttid, växternas blomningstid, temperaturen och nederbörden. Dessa studier inom naturvetenskaperna förde snart Quetelet till liknande studier rörande människan själv.
Quetelet vann sin största berömmelse som befolknings- och kriminalstatistiker. I egenskap av chef för den belgiska administrativa statistiken och som den ledande personligheten vid en rad av statistiska kongresser var han som få andra i tillfälle att verka för statistikens utveckling. 
På 1830-talet var Quetelet den förste som i stor skala samlade information om olika företeelser i samhället och analyserade den numeriskt. Han var förbluffad över hur exakt man kunde förutsäga vissa samhällsfenomen, till exempel antalet brott och självmord, när man betraktade samhället som helhet, trots att den individuella människans beteende var oförutsägbart. Han ansåg att man kunde formulera exakta lagar för samhället, ungefär som man formulerade naturlagar i fysiken. Dessa lagar ville han studera inom en ny vetenskap som skulle kallas social fysik, men som senare fick namnet sociologi. 
Statistik i denna mening innebär alltså att man beskriver förhållandena inom ett kollektiv när man inte är intresserad av eller inte känner till vad som gäller för varje enskild individ. Quetelet använde i stor utsträckning medelvärdet för att göra sådana beskrivningar. Han införde begreppet l'homme moyen (medelmänniskan, medelsvensson), som han tänkte sig som en sorts typindivid som sammanfattade alla de karaktäristiska egenskaperna hos en nation, en ras eller en annan befolkningsgrupp. [källa behövs]
Quetelets syfte var att skapa ett hjälpmedel för statens ledning så att den skulle veta vilka nya lagar som behövde stiftas. Ordet "statistik" är släkt med "stat" och betydde ursprungligen "beskrivning av förhållandena i staten". I ett modernt samhälle behövs detta mer än någonsin. [källa behövs]
Quetelet invaldes 1850 som utländsk ledamot av Kungliga Vetenskapsakademien.
Till Quetelets bestående bidrag hör att han utvecklade en metod för att bedöma kroppsvikten, vilken först kallades Queteletsskalan, och sedermera Body Mass Index (BMI).
Asteroiden 1239 Queteleta är uppkallad efter honom.